# 萨摩亚党
萨摩亚党（英语：Samoan Party）是萨摩亚的一个政党。该党于2005年9月由前审计长苏瓦·里蒙尼·阿冲（Su'a Rimoni Ah Chong）成立。在2006年4月2日的选举中，该党未获得席位。2010年该党解散，并入Tautua Samoa Party党。